# 西奈半岛动乱
西奈半岛动乱是由伊斯兰武装分子在西奈半岛引发的动乱，最早始于埃及危机的爆发。在看到穆巴拉克长期的独裁统治在2011年埃及革命中被推翻后，主要由当地贝都因人组成的武装利用国内混乱局面和政府权威被削弱之际，开始对西奈半岛上的政府军发起了一系列的攻击。新上台的临时政府也于2011年中开始对叛乱展开反击，主要包括雄鹰行动及之后的西奈行动。
2013年5月，在埃及政府官员遭到绑架后，西奈半岛的暴乱事件再度激增。随着政变的发生，时任总统穆罕默德·穆尔西被推翻，西奈半岛爆发了前所未有的冲突 。2014年当地武装组织耶路撒冷圣殿支援团公开声明效忠伊斯兰国并更名为伊斯兰国西奈省。相关的恐怖袭击活动持续至2015年。当地安全官员表示，当地武装组织已经同利比亚的组织取得了联系。
2017年11月，阿里什以西的一座清真寺被袭击，造成300多名苏菲派信徒死亡，一百多人受伤。

## 延伸阅读
- Zack Gold, Security in the Sinai: Present and Future (International Centre for Counter-Terrorism - The Hague, 2014)（页面存档备份，存于）